# Военный переворот в Бразилии (1964)
Военный переворот в Бразилии (порт. Golpe de estado no Brasil em 1964) — также известный в Бразилии как «Переворот 64» (порт. Golpe dе 64) — политические события в Бразилии 31 марта — 1 апреля 1964 года, в результате которых президент Жуан Гуларт был свергнут с поста военнослужащими вооружённых сил страны при поддержке правительства США. На следующий день, когда военные уже контролировали страну, спикер бразильского Конгресса выступил в поддержку переворота, объявив должность президента вакантной (хотя Гуларт никогда официально не уходил в отставку). Переворот положил конец правительству Гуларта (также известного как «Жангу»), члена Бразильской трудовой партии, который был демократически избран вице-президентом на тех же выборах, на которых консерватор Жаниу Куадруш от Национальной трудовой партии и при поддержке Национально-демократического союза в своё время занял должность президента.
Сам Жаниу Куадруш ушёл в отставку в 1961 году, в год инаугурации, сделав неудачный политический ход, призванный повысить популярность среди населения. Куадруш ожидал, что участники массовых демонстраций против его политики всё же потребуют от него возвращения к работе президента, но он просчитался. Должность президента оказалась вакантной, и, согласно конституции Бразилии, Гуларту как вице-президенту следовало её занять. Однако в тот момент Гуларт находился в Китае с дипломатической миссией, и, хотя он был умеренным националистом, правые объявили его коммунистом, они же пытались помешать вступить ему в должность. После длительных переговоров под руководством Танкреду Невиса сторонники Гуларта и правые пришли к соглашению, согласно которому парламентская система в стране заменит президентскую. Гуларт останется президентом, хотя его полномочия несколько ослабнут, а Невис будет назначен премьер-министром.
Однако в 1963 году референдум всё же восстановил президентскую систему с Гулартом в должности президента. Он продолжил работу со всей полнотой власти, и во время его президентства стали очевидны проблемы бразильской политики, а также политические дискуссии в контексте холодной войны, которые помогли дестабилизировать его правительство. План основных реформ (Reformas de Base), предложенный Гулартом, имел потенциал для обобществления прибылей крупных компаний. Это было названо «социалистической угрозой» правыми слоями общества и армейским генералитетом, которые организовали крупные демонстрации против правительства, называемые Marchas da Família com Deus pela Liberdade.
Переворот установил в Бразилии военную диктатуру, геополитически выгодную интересам правительства США. Этот режим просуществовал до 1985 года, когда Танкреду Невис был косвенно избран первым гражданским президентом Бразилии после выборов 1960 года.

## Заговор против Гуларта
Жаниу Куадруш ушёл в отставку 25 августа 1961 года. Гуларта планировали отстранить от власти, пока тот находился в деловой поездке в КНР. 29 августа бразильский Конгресс провёл слушания и наложил вето на предложение не допускать назначения Гуларта на должность президента, внесённое руководителями вооруженных сил и некоторыми политиками, которые утверждали, что инаугурация Гуларта «поставит страну на путь гражданской войны». В ходе заседания был достигнут компромисс: Бразилия примет систему парламентской демократии с Гулартом в качестве президента. Таким образом, он будет главой государства, но с ограниченными полномочиями. Танкреду Невис был назначен новым премьер-министром.
Однако 6 января 1963 года Гуларт успешно вернул систему правления к президентской демократии на референдуме, на котором он победил с большим отрывом. Гуларт снова оказался у власти в условиях стремительно ухудшающейся политической и экономической ситуации. В этот период Гуларт был политически изолирован, его внешняя политика не зависела от какой-либо ориентации. С одной стороны он открыто критиковал американскую Операцию в бухте Кочинос, с другой — кубинский режим Фиделя Кастро во время Карибского кризиса.
Вместе с тем экономическое положение страны стремительно ухудшалось. Попытки стабилизировать национальную валюту предпринимал и Международный валютный фонд. Тем не менее, это не помогло обеспечить иностранные инвестиции и сдержать внутреннюю инфляцию, страна оказалась в трудном положении, которое обострило социальные конфликты.
13 марта 1964 года Гуларт выступил с речью, он пообещал национализировать нефтеперерабатывающие заводы страны, а также провести «основные реформы», включая усиление контроля в отношении законодательства аренды жилья. После этого последовала масштабная демонстрация под названием March of the Family with God for Liberty против Гуларта и его политики.

### Восстание моряков
Трения между военными и Гулартом вылились из-за его вмешательства в восстание моряков бразильского флота во главе с Жозе Ансельму душ Сантушем, исторически известным как Кабо Ансельмо, позже разоблачённого как провокатор. 25 марта 1964 года около 2000 моряков собрались в Рио-де-Жанейро, прося улучшить условия жизни и обещая поддержать реформы Гуларта. Министр военно-морского флота Сильвио Мота приказал арестовать моряков, возглавлявших собрание. Мота послал отряд морских пехотинцев арестовать лидеров и разогнать собрание во главе с контр-адмиралом Кандиду Арагау. Эти морпехи в конечном итоге присоединились к собранию и остались с другими моряками.
Вскоре после отказа Арагао арестовать лидеров Гуларт издал приказы, запрещающие любое вторжение в место проведения собрания (штаб-квартиру местного профсоюза металлистов), и уволил Сильвио Мота с должности министра военно-морского флота. На следующий день, 26 марта, министр труда Амаури Силва договорился о компромиссе, и моряки согласились покинуть сборочный цех. Их сразу арестовали за мятеж.
Вскоре после этого Гуларт помиловал моряков, что спровоцировало публичный раскол с военными. Вскоре после этого, 30 марта 1964 года, за день до переворота, Гуларт произнес речь на собрании сержантов, где он попросил военных поддержать его реформы.

## Переворот

### Подготовка
В Соединённых Штатах обеспокоенность реформами президента Бразилии Жуана Гуларта возникла ещё в июле 1962 года. В частной беседе Джона Кеннеди с помощником Ричардом Н. Гудвином и послом США в Бразилии Линкольном Гордоном обсуждалась деятельности Гуларта в вооружённых силах и озабоченность по поводу того, ведёт ли он страну к коммунизму. В ходе обсуждения было высказано мнение о необходимости поддержать бразильских военных, выступающих против политики Гуларта, для чего наладить связи с армейским командованием.

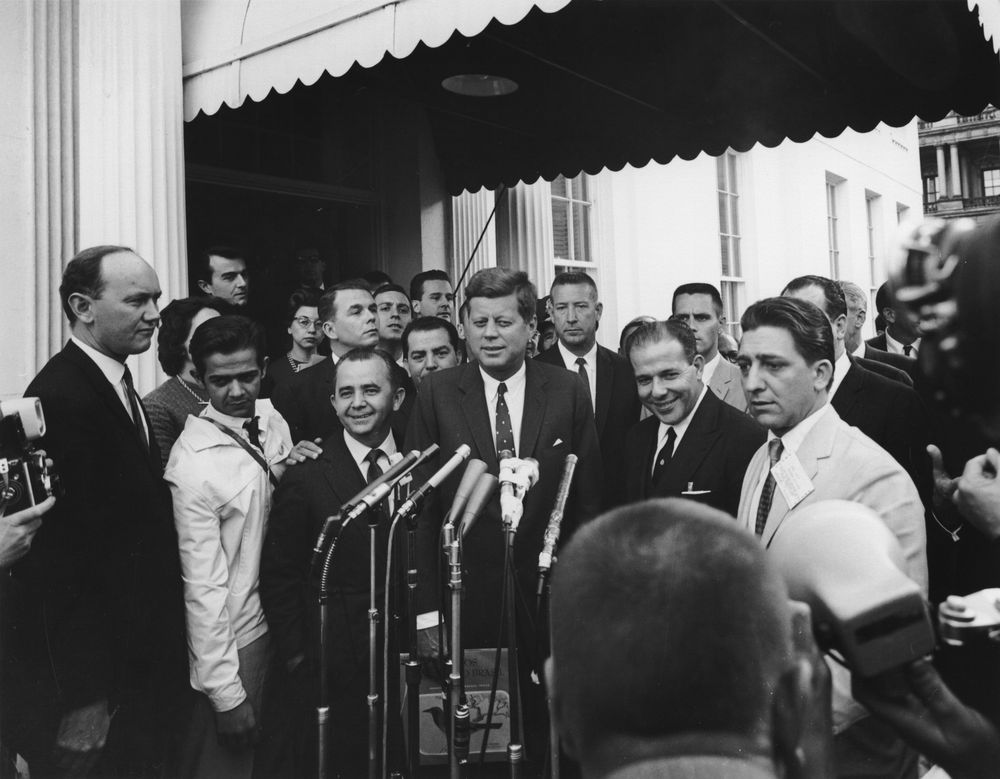
Встреча Кеннеди и Гуларта в апреле 1962 г.

11 декабря 1962 года Исполнительный комитет (EXCOMM) Совета национальной безопасности собрался для оценки трех политических альтернатив в отношении Бразилии: ничего не делать и позволить ситуации развиваться в прежнем направлении, сотрудничать с враждебными Гуларту силами внутри страны, которые выступали за переворот, и стремиться изменить политическую и экономическую ориентацию Гуларта и его правительства. Было решено, что третий вариант является лучшим, и его следует опробовать, прежде чем переходить ко второму. Так же существовала вероятность того, что события в Бразилии приведут к досрочной отставке Гуларта или изменению его политики. Сначала США пытались сотрудничать с президентом Гулартом и убедить его изменить свои политические и экономические взгляды на более прозападные.
В декабре 1962 года брат президента США Роберт Кеннеди прилетел в Бразилию, чтобы встретиться с Гулартом. Они говорили в течение трёх часов, причем Кеннеди обозначил «присутствие коммунистов, ультранационалистов, крайне левых и антиамериканцев в правительстве Гуларта» как главное возражение Америки против этого правительства.
В марте 1963 года администрация Кеннеди предоставила Гуларту выбор: либо он отстранит антиамериканских политиков от власти, либо Соединённые Штаты окажут экономическое давление на Бразилию. 8 марта ЦРУ выпустило меморандум, в котором перечислены текущие усилия бразильских вооруженных сил по организации и попытке государственного переворота. В документе указывается, что «консервативные элементы бразильских вооруженных сил разрабатывали планы по возможному свержению президента Жуана Гуларта». В отчете говорится, что Одилио Денис имеет «наиболее разработанный план». План Дениса основывался на «сотрудничестве военных командиров ключевого штата против центрального правительства, при этом непокорные губернаторы арестовывались местными командирами, которые затем заменяли их». Однако военные не предпримут никаких действий, если Гуларт сам не спровоцирует их на этот шаг, потому что, как говорится в отчете, «бразильские военные гордятся убеждением, что они не действуют неконституционно». Далее в сообщении говорится, что, если переворот случится слишком рано, это сделает невозможными все дальнейшие попытки. Кроме того, необходимо оказать Денису больше поддержки в виде правительственного саботажа. В конце, ЦРУ выразило уверенность в том, что Денис сможет осуществить переворот, «собрав группу из хорошо подготовленных военачальников».
В последние месяцы 1963 года администрация Кеннеди начала поиск военизированных формирований, способных свергнуть правительство Гуларта. Переворот был предвиден как сторонниками, так и противниками Гуларта. В Рио-де-Жанейро Леонель Бризола, зять и союзник Гуларта, еще в октябре 1963 года организовал так называемые «Группы из одиннадцати человек», или группы из одиннадцати человек, которые будут работать в поддержку реформ Гуларта но теоретически могут быть преобразованы в отряды ополчения для защиты президента Гуларта.
С другой стороны, 20 марта 1964 года, за 11 дней до переворота, Умберто де Аленкар Каштелу Бранко, начальник штаба армии, распространил письмо в высших эшелонах вооружённых сил, предупреждающее об опасностях коммунизма. Две телеграммы посла США в Бразилии Линкольна Гордона раскрывают его подозрения в отношении коммунистических симпатий президента Гуларта и его призывы к ЦРУ подготовиться к помощи восстанию. Первое, датированное 27 марта 1964 года, обвиняет Гуларта в активном сотрудничестве с Коммунистической партией Бразилии и рекомендует США подготовиться к поддержке анти-Гулартских сил оружием и горючим, особенно генерала Кастелло Бранко. В той же телеграмме Гордон упоминает, что несколько групп противников Гуларта обратились к нему за последние два года по поводу поддержки переворота Соединёнными Штатами. Он говорит, что генерал Бранко был лучшим из всех. По мнению Гордона, он был тем, кого США должны поддержать. Он очень настойчиво говорит, что боится, что Бразилия превратится в «Китай 1960-х». Наконец, он призывает как можно скорее отправить оружие через подводную лодку без опознавательных знаков в ночное время. Во второй телеграмме, отправленной двумя днями позже, 29 марта, он принимает более настойчивый тон, поскольку посол Гордон сообщает, что ситуация «ухудшилась» и «возможно сократила временные факторы», и сообщил, что «чем скорее будут приняты меры, тем оптимальнее будут результаты». Отставной маршал Одилио Денис был военным министром во время президентского срока Жаниу Куадруша и был лидером группы анти-Гуларта, отвечавшей за разработку плана свержения Гуларта. Однако Денис и многие бразильские военные, которые были категорически против Гуларта, не стали бы инициировать революционный план, если бы Гуларт не начал какие-либо «атаки», которые могли бы заручиться его поддержкой. Их цель состояла в том, чтобы защитить конституцию, которой, по их мнению, Гуларт не повиновался.
30 марта американский военный атташе в Бразилии полковник Вернон А. Уолтерс сообщил в Государственный департамент, что генералы бразильской армии обязались действовать против Гуларта в течение ближайшей недели, но точная дата мятежа названа не была. Информационная телеграмма от того же дня подтверждает вероятность революции, «вероятно, в ближайшие несколько дней», и описывает предполагаемое движение войск из Сан-Паулу и Минас-Жерайса в сторону Рио-де-Жанейро после начала восстания. Они чувствовали, что в Минас-Жерайсе проблем не будет. Телеграмма сообщает об ожидании проблем в Сан-Паулу и предупреждает, что революция будет долгой и кровавой, отмечая, что «отношение командования военно-морского флота является неопределенным и может усугубить трудности для сил, выступающих против Гуларта». База ВВС в Белу-Оризонти мало что могла предложить. Они считали, что сопротивления и кровопролития не будет. Тем не менее, в телеграмме также упоминается разделение военно-воздушных сил как полезное для помощи силам против Гуларта. Сюда входил командир полковник Афранио Агиар, который обычно поддерживал Гуларта. Эти два документа отражают планирование и преднамеренность переворота как ЦРУ, так и бразильскими организациями, выступающими против Гуларта.

### 31 марта

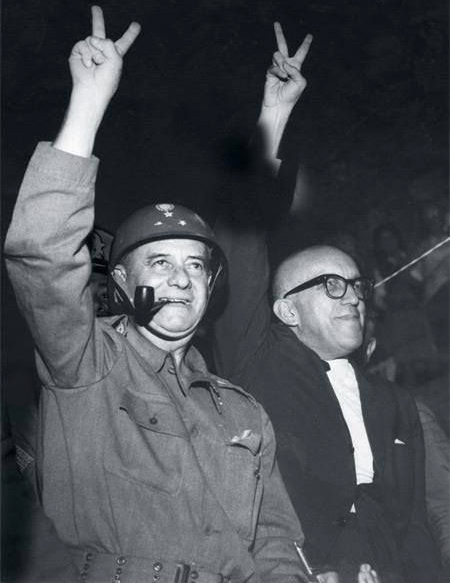
Генерал Олимпио Мурао Филью (слева), апрель 1964 г.

Рано утром 31 марта 1964 года генерал Олимпио Мурао Филью, командующий 4-м военным округом со штаб-квартирой в Жуис-ди-Фора, штат Минас-Жерайс, приказал своим войскам начать движение к Рио-де-Жанейро. Этот шаг не был согласован с другими главными участниками заговора, а именно с генералом Амори Круэлем из 2-й армии (базирующейся в Сан-Паулу) и с бывшим начальником Генерального штаба бразильской армии Кастелу Бранку. Движение войск застало их врасплох, так как по их мнению время для успешного переворота еще не наступило. Менее чем через два часа после получения известий о марше Мурао Круэль сказал: «Это не что иное, как военная авантюра генерала Мурао, и я не присоединюсь к нему». Утром Кастелло Бранку дважды пытался остановить марш Мурао на Рио-де-Жанейро. В то же время новости о марше мятежников достигли генерала Аргемиро Ассиса Бразила, военного помощника Жуана Гуларта, который был уверен, что сможет подавить восстание. В течение дня последовали незначительные стычки и бои, такие как баррикады Кастелло Бранко у здания министерства обороны и Командной школы Генерального штаба в Рио-де-Жанейро. Несмотря на это, решающая поддержка, необходимая для успеха переворота, со стороны 2-й армии генерала Круэля, еще не была оказана. Около 22:00 генерал Круэль позвонил Жуану Гуларту. В телефонном разговоре Круэль попросил президента порвать с левыми, уволить министра юстиции, начальника штаба и объявить вне закона крупную рабочую организацию Comando Geral dos Trabalhadores (Главное рабочее командование). Гулар ответил, что это будет для него унизительным поражением и сделает его «декоративным президентом». Гуларт сказал Круэлю: «Генерал, я не бросаю своих друзей. (…) Я предпочитаю остаться при своих убеждениях, а вы должны придерживаться своих. Выведите свои войска на улицу и предайте меня публично».
После звонка в 22:00 Круэль позвонил Гуларту еще два раза, повторил свои требования и получил тот же ответ. Попытка Гуларта вызвать оставшихся ему верными генералов была катастрофической. Двое из трех начальников штаба выбыли из строя по разным причинам. Его военным помощником был недавно назначенный бригадный генерал Ассис Бразил. Его самая большая база военной поддержки находилась в родной Южной Бразилии. Его реакция, организованная Ассисом Бразилом, заключалась в перемещении генерала из южной 3-й армии на юго-восток, чтобы заменить Кастелло Бранко (он так и не прибыл). Из других его генералов в штатах Парана и Риу-Гранди-ду-Сул четверо были в отпуске, а двое других возвращались на свои посты в Куритибе, когда они были вынуждены приземлиться из-за плохой погоды в Порту-Алегри и, таким образом, не выполнили приказов.
В телеграмме от 31 марта 1964 года подробно излагаются некоторые решения, принятые Соединенными Штатами в ответ на происходящий переворот. В деталях говорилось об отправке танкеров ВМС США из Арубы, немедленной отправке военно-морской оперативной группы в Бразилию и начале перевозки 110 тонн боеприпасов, а также другого легкого оборудования, такого как слезоточивый газ. Кроме того, в телеграмме также говорится, что фактическое использование этих ресурсов требует дальнейшего обсуждения. Первый танкер должен выйти у Сантоса с 8 по 13 апреля, за ним будут следовать три танкера с интервалом в один день. Авианосец USS Forrestal (CV-59) должен прибыть 10 апреля, а четыре дня спустя — четыре эсминца, два эсминца сопровождения и танкеры оперативной группы.

### 1 апреля
1 апреля в 12:45 Жуан Гуларт покинул Рио-де-Жанейро и направился в столицу Бразилиа, пытаясь остановить переворот. Он прибыл около 16:30. Резервисты были вызваны ранее в тот же день местным военным командованием и доставлены в штаб ПВО в Бразилиа, чтобы попытаться защитить Гуларта. Считалось, что их защита сможет отсрочить его свержение только примерно на один день. В то же время генерал Круэль и 2-я армия начали марш к Вали-ду-Параиба, между Сан-Паулу и Рио-де-Жанейро. На юго-востоке только 1-я армия под командованием генерала Анкора, базирующаяся в Рио-де-Жанейро, не участвовала в перевороте. Генерал Артур да Кошта-э-Силва позвонил Анкоре и потребовал, чтобы он сдался. Анкора ответил, что он выполнит обещание, данное Гуларту, и сначала намерен встретиться, чтобы обсудить ситуацию, с генералом Круэлем, который шел в его направлении. Встреча состоялась позже в тот же день в здании военной академии Academia Militar de Agulhas Negras, в Ресенде, между Рио-де-Жанейро и Сан-Паулу. На этой встрече Анкора сдал 1-ю армию. У Гуларта не осталось военной поддержки за пределами юга, когда он добрался до Бразилиа, то понял, что ему не хватает и политической поддержки. Председатель Сената Ауро де Мора Андраде, уже высказывался в поддержку Конгрессом переворота. Гуларт ненадолго задержался в Бразилиа, забрав жену и двоих детей, и вылетел в Порту-Алегри на военном самолете. Вскоре после отъезда Гуларта Ауро Мора Андраде объявил должность президента Бразилии «вакантной». Во время событий 1 апреля погибли семь человек. Двое студентов были застрелены во время демонстрации против войск, окружавших дворец губернатора в Ресифи, трое в Рио и двое в Минас-Жерайсе. В телеграмме ЦРУ от 2 апреля говорится, что «1 апреля национальный совет правительства одобрил резолюцию о смещении Гуларта с поста президента, если он не подал в отставку перед отъездом из Бразилии». В телеграмме также сообщается, что президент Гуларт бежал из Бразилии в Уругвай.

### Последствия
Рано утром 2 апреля Национальный конгресс объявил пост президента вакантным, и президент сената Ауро де Мура Андраде вместе с председателем Верховного федерального суда привели к присяге спикера палаты Паскуаля Раньери Маззилли в качестве президента. В то время этот шаг был, возможно, неконституционным, поскольку Жоан Гуларт все еще находился в стране. В то же время Гуларт, теперь находящийся в штабе 3-й армии в Порту-Алегри (который все еще был ему верен в то время), размышлял о сопротивлении и ответных действиях с Леонелем Бризолой, который выступал за вооруженное сопротивление. Утром генерал Флориану Машаду сообщил президенту, что войска, поддерживающие переворот, перемещаются из Куритибы в Порту-Алегри и что он должен покинуть страну, иначе он рискует быть арестованным. В 11:45 Гуларт сел на самолёт Douglas C-47 и отправился на свою ферму, граничащую с Уругваем. Он останется на ней до 4 апреля, когда он, наконец сел в самолет, направляющийся в Монтевидео. Маззилли оставался временным президентом, пока генералы боролись за власть. 11 апреля 1964 года генерал Умберту де Аленкар Кастелу Бранку был избран президентом Национальным конгрессом. Придя к власти, Кастелло Бранко пообещал «передать в 1966 году своему законно избранному народом преемнику, единую нацию». В 1967 году он представил то, что журналист Элио Гаспари назвал «расколотой нацией», президенту, избранному группой из 295 человек.
В течение двух лет в соответствии с уступками, обещанными правительству США за финансовую поддержку свержения, иностранные компании получили контроль над примерно половиной бразильской промышленности. Этот тип иностранного вторжения часто совершался с помощью комбинированных фискальных и денежных мер, «конструктивного банкротства», которое приводило к выбору продажи или банкротства. К 1971 году из 27 крупнейших компаний Бразилии только 8 были государственными, а из оставшихся девятнадцати, 14 принадлежали иностранцам.

## Участие США

Лидер военных Умберту Кастелу Бранку (слева) и посол США Линкольн Гордон, 1965 г.

В то время посол США Линкольн Гордон и военный атташе полковник Вернон А. Уолтерс поддерживали постоянный контакт с президентом Линдоном Б. Джонсоном по мере развития кризиса. Джонсон призвал принять меры в поддержку свержения Жуана Гуларта военными, как действия против «левого» правительства Гуларта. Несмотря на опасения президента Джонсона по поводу Гуларта, переворот был первоначально разработан администрацией Джона Ф. Кеннеди. Начиная с 1961 года, Центральное разведывательное управление (ЦРУ) начало психологическую войну против Гуларта в попытке подорвать его способность удерживать власть. Записанные на пленку записи в Белом доме показали, что президент Кеннеди начал планы «укрепить хребет» вооруженных сил Бразилии в июле 1962 года, а позже сказал своим высшим помощникам в марте 1963 года, что «мы должны что-то делать с Бразилией». Многие из организаторов переворота администрации Кеннеди, такие как Гордон, генеральный прокурор США Роберт Кеннеди и советник США по Латинской Америке Ричард Н. Гудвин, также работали в администрации Джонсона, когда она только началась.

### Операция «Брат Сэм»
Операция «Брат Сэм» была кодовым названием, данным плану Кеннеди «не допустить, чтобы Бразилия стала еще одним Китаем или Кубой». Кеннеди считал, что Гуларт слишком дружит с антиамериканскими радикалами в бразильском правительстве. Рассекреченные стенограммы переговоров между Линкольном Гордоном и правительством США показывают, что, предсказывая полномасштабную гражданскую войну и имея возможность избавиться от левого правительства в Бразилии, Джонсон разрешил наличие логистических материалов и создание Оперативной группы ВМС США во главе с авианосцем для поддержки переворота против Гуларта. Сюда входили боеприпасы, моторное масло, бензин, авиационный бензин и другие материалы, которые помогли в потенциальной гражданской войне отправить танкеры ВМС США, прибывшие с Арубы . Около 110 тонн боеприпасов иГаз CS был подготовлен в Нью-Джерси для возможной доставки по воздуху в аэропорт Виракопос в Кампинасе . Потенциальная поддержка была также предоставлена в виде «авианосца (USS Forrestal) и двух эсминцев с управляемыми ракетами (ожидается, что они прибудут в район к 10 апреля), (и) четырех эсминцев» , которые отправились в Бразилию под видом военных. упражнение. 

### Участие ЦРУ
В телеграфах Гордон также признает участие США в «скрытой поддержке демократических уличных митингов … и поощрение демократических и антикоммунистических настроений в Конгрессе, вооруженных силах, дружественных рабочих, студенческих группах, церкви и бизнесе». « и что он » может запросить скромные дополнительные средства для других программ тайных действий в ближайшем будущем ". .
Фактические оперативные документы ЦРУ остаются засекреченными, что не позволяет историкам точно оценить прямое участие ЦРУ в перевороте.

### 28 марта
28 марта 1964 года несколько официальных лиц правительства США, в том числе Ральф Бертон, Ричард Хелмс, Макджордж Банди и Алексис Джонсон собрались, чтобы обсудить ситуацию в Бразилии. В ходе беседы особое внимание было уделено обсуждению накануне послания посла Гордона. В меморандуме беседы выражена дилемма избрания Бразилии. Хотя было сочтено предпочтительным «дойти до следующих выборов», в решении был сделан вывод о том, что правительство США не желает «смотреть, как Бразилия уходит насмарку, пока [ожидает следующих выборов]». Что касается бразильских военных, Банди считал, что если военные не отреагируют, это будет поводом для беспокойства. Главной проблемой был ответ военных Гуларту. В ответ на просьбу посла Гордона о военных действиях официальные лица на встрече были озадачены, поскольку считали, что бразильские вооруженные силы достаточно оснащены.
Меморандум обсуждает дальнейшие детали запроса Гордона, но завершается тремя пунктами действий. Один из планов действий состоял в том, чтобы незамедлительно получить соответствующую информацию и организовать размещение танкера в пределах одного-трех дней пути от Сан-Паулу для снабжения бразильских военных ГСМ . В другом материале г-ну Бертону было приказано изучить возможность того, чтобы « Нью-Йорк Таймс» опубликовала удовлетворительную редакционную статью, привлекающую внимание к ситуации в Бразилии, и попытаться определить, что «Нью-Йорк Таймс» говорила о Гуларте в прошлом.

### 31 марта 1964 г.
Телеграмма Государственного департамента послу США в Бразилии Линкольну Гордону в Рио показывает, что США готовились оказать помощь силам, выступающим против Гуларта. В Бразилию была направлена военно-морская оперативная группа, в которую входили: авианосец, четыре эсминца, два эсминца сопровождения и четыре танкера оперативной группы. Прибытие танкеров ожидались в период с 8 по 13 апреля. США собрали 110 тонн боеприпасов и отправили их в Сан-Паулу по воздуху, а также со слезоточивым газом (позже исправлено на CS Agent). В этот воздушный транспорт войдут десять грузовых самолетов, шесть танкеров, шесть истребителей. Позже количество грузовых самолетов сократилось до шести.
Внизу документа говорится, что «отправка танкеров с Арубы и военно-морской оперативной группы не вовлекает нас сразу в бразильскую ситуацию и рассматривается нами как нормальные военно-морские учения». ЦРУ действительно намеревалось участвовать в бразильском перевороте, но хотело сделать это в секрете до тех пор, пока в этом не возникнет необходимость.
В телефонном разговоре президент Джонсон разговаривал по телефону со своего ранчо в Техасе с заместителем госсекретаря Джорджем Боллом и помощником госсекретаря по Латинской Америке Томасом Манном. Болл проинформировал Джонсона о ходе военных действий в Бразилии по свержению правительства Жоао Гуларта, которого официальные лица США считают левым, тесно связанным с Коммунистической партией Бразилии. Джонсон дал Боллу возможность активно поддержать переворот, если потребуется поддержка США. Джонсон заявил: «Я думаю, мы должны делать все, что в наших силах, быть готовыми сделать все, что нам нужно». Он также заявил: «Я бы сразу залез на него и немного высунул шею».

### 1 апреля 1964 г.
На встрече в Белом доме 1 апреля 1964 г. полковник ЦРУ Кинг начал брифинг, заявив, что последняя собранная разведывательная информация показывает более благоприятную ситуацию для повстанцев. Во многом это произошло из-за того, что генерал Круэль перебрасывал войска Второй армии к границе Сан-Паулу. [ необходима цитата ] Госсекретарь Дин Раск заявил, что посол в Бразилии Линкольн Гордон не советовал Соединенным Штатам поддерживать Бразилию в то время. Несмотря на провозглашение, двое мужчин ранее согласились оказать поддержку Бразилии. Вместо этого это заявление должно было сигнализировать о том, что Соединенные Штаты не будут открыто поддерживать Бразилию. Это произошло потому, что Раск был обеспокоен тем, что, если Соединенные Штаты вмешаются в дела Бразилии, это даст Гуларту повод выступить против Соединенных Штатов. Однако повстанческие жители Сан-Паулу, которых называли паулистами, обратились за помощью к Соединенным Штатам, но не запросили конкретных предметов или средств. [ необходима цитата ]
На той же встрече министр обороны Роберт Макнамара сообщил, что Соединенные Штаты получили военную помощь в ожидании соответствующего запроса Бразилии. Макнамара отметил наличие оружия и боеприпасов, ожидающих доставки по воздуху в Бразилию из Нью-Джерси, танкера ВМС, который направлялся с Арубы в Бразилию, и финансируемого американцами норвежского судна, направлявшегося в Буэнос-Айрес с авиационным топливом. Это демонстрирует молчаливую готовность США поддержать дело Бразилии, несмотря на желание Раска сохранить этот секрет.
В меморандуме Белого дома, также датированном 1 апреля 1964 года, подчеркивалось, что Белый дом знал, что Гуларт скрывался, и что Белый дом не был уверен в его местонахождении из-за различных отчетов разведки, которые он получил о ситуации. На момент написания меморандума Гордон считал, что переворот «завершен на 95 %» и что генерал Бранко «захватил Рио». Гордон сообщил, что Бранко «сказал нам, что ему не нужна наша помощь». В меморандуме также говорилось, что у Белого дома есть доказательства того, что Паскуаль Раньери Маззилли станет временным лидером Бразилии до проведения выборов. [ необходима цитата ]

### Апрель и май 1964 г.
В статье Washington Daily News под названием «Заговоры Кастро в Бразилии подтверждены» утверждается, что «новый антикоммунистический режим Бразилии обнаружил неопровержимые доказательства того, что Куба Кастро способствовала подрывной деятельности в их стране». Предпосылка статьи состоит в том, что эта новость твердо классифицирует Бразилию как недавно настроенную против Кастро / Кубы. Автор статьи, Вирджиния Преветт, не уточняет, как эта информация была получена и как (и была ли) она проверена независимо. Скорее, эта часть экстраполирует из этого первоначального заявления значение для другой Организации американских государств (ОАГ: старейшая региональная организация в мире, основанная в … 1948 году … … «порядок мира и справедливости, чтобы продвигать их солидарность, укреплять их сотрудничество и защищать свой суверенитет, свою территориальную целостность и свою независимость») государств-членов. Преветт упоминает о двух предстоящих встречах ОАГ; первый должен был иметь дело с «разборкой кубинской подрывной деятельности», второй — с «проблемой переворотов». В статье говорится, что Венесуэла активно участвует в разбирательствах ОАГ. Однако сбивает с толку то, что в статье говорится, что Венесуэла не признает правительства Гаити, Гватемалы, Эквадора или Доминиканской Республики, поскольку они были продуктом переворотов; однако новое бразильское правительство, вероятно, будет сочтено Венесуэлой легитимным. В конце статьи комментируется реакция других государств-членов ОАГ на антикубинскую позицию Бразилии: Боливия, Чили и Мексика будут искать лидера в Бразилии, а не прислушиваться к Соединенным Штатам или Венесуэле; Ожидалось, что Аргентина и Уругвай, хотя и находящиеся в затруднительном положении, также поддержат Бразилию и ее новое правительство (а не Кубу или Венесуэлу).
К маю 1964 года разрыв Бразилии с Кубой был признан в Палате представителей Соединенных Штатов. Представитель Флориды Пол Дж. Роджерс обратился к спикеру палаты 14 мая 1964 года, сказав, что «новое правительство Бразилии заслуживает уважения за прекращение дипломатических отношений с коммунистическим режимом Кубы». его речи говорится, что «падение режима левого Жоао Гуларта» помогло Бразилии повернуть вспять курс, «который, казалось, уводил ее от демократического сообщества всего полушария». Его замечания, кажется, сотрудничают с вышеупомянутой Washington Daily News.статья, в которой рассматривается реакция других стран. В частности, Роджерс предсказывает, что Бразилия станет лидером на «братском континенте», не обращая внимания на Кубу. Роджерс называет четыре другие страны сторонниками Кубы — Чили, Боливию, Мексику и Уругвай — и публично просит ОАГ использовать «усиленные меры … для изоляции коммунистической Кубы в этом полушарии».

## Аресты и допросы
В июле 1972 года трехстраничная телеграмма из американского посольства в Бразилиа в офис государственного секретаря США содержала «Заявление о пытках в Бразилии». В меморандуме упоминается, что «пик» «утверждений» о пытках, по признанию «высокопоставленных бразильских чиновников», длился с 1968 года до «первой половины 1971 года». В меморандуме отмеченное «сокращение» пыток или утверждений о пытках приписывается «значительной части успеха правительства в значительном сокращении [числа] активных террористов», но в меморандуме признается, что «достаточные доказательства» продолжают раскрывать «суровые методы допроса». до сих пор используются на региональном и местном уровнях, в некоторых областях и некоторыми подразделениями безопасности более вопиюще, чем в других.
Ряд отчетов раскрывает количество подозреваемых, арестованных в Бразилии, и различные методы, используемые для пыток подозреваемых в процессе допроса. В отчете «Массовые аресты и психофизические допросы подозреваемых в подрывной деятельности», написанном 16 апреля 1973 года в Государственный департамент США, приводятся конкретные подробности того, что произошло в Бразилии. Согласно отчету, в 1973 году резко увеличилось количество арестов с определенной неделей. Большинство подозреваемых были студентами университета. Эти студенты были арестованы в течение нескольких недель в районе Рио. При аресте и допросе подозреваемые «подвергались старым методам физического насилия, которые иногда приводили к смерти». Увеличение числа подозреваемых связано с отчетом полиции, особенно в отношении лиц, ранее заключенных в тюрьму.
В другом отчете от 18 апреля 1973 г. отмечалось, что более 300 человек были арестованы за подрывную деятельность. Хотя в отчете студенты были указаны как наиболее значительная часть арестованных, были задержаны и такие лица, как профессора университетов, журналисты и врачи. Метод пыток задержанного подозреваемого обычно начинался с того, что полицейский под прикрытием загонял подозреваемого в машину. Затем на голову задержанного накинули пелену и приказали лечь на заднее сиденье полицейской машины, пока его перевозили. По прибытии пленника раздели догола и заставили сидеть в охлаждаемой или затемненной камере в течение нескольких часов, используя громкоговорители, транслирующие крики, сирены и свистки с высоким уровнем децибел. Затем подозреваемый был допрошен агентами, которые проинформировали его об обвинениях и сказали, как далеко они пойдут, чтобы получить от него информацию. Если задержанный по-прежнему отказывался от сотрудничества, его подвергали все более болезненным физическим и психологическим пыткам, например, помещали в комнату обнаженной с металлическим полом, через который проходил электрический ток, пульсирующий. Подозреваемого продержат в этой комнате несколько часов. Если подозреваемый еще не сознался, его переводили в другую комнату «спецэффектов», при этом ему не давали еды и воды. Хотя в документе упоминаются судебные процессы в военных трибуналах и аресты военнослужащих, в документе также отмечается использование бразильской полиции в процессе допросов и пыток. Лица, которых называют закоренелыми террористами или известными радикальными подрывниками, обычно подвергаются ускоренной казни.